# Paringan (Jetis)
Paringan is een bestuurslaag in het regentschap Mojokerto van de provincie Oost-Java, Indonesië. Paringan telt 3441 inwoners (volkstelling 2010).